# 不破正種

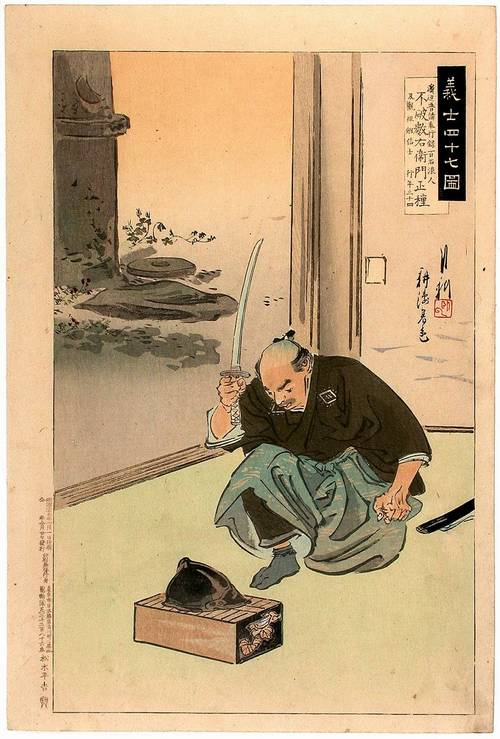
不破数右衛門正種（尾形月耕画）

不破 正種（ふわ まさたね　寛文10年（1670年）-元禄16年2月4日（1703年3月20日））は、江戸時代前期の武士。赤穂浪士四十七士の一人。通称は数右衛門（かずえもん）。本姓は平氏または淳武微子の後裔。家紋は隅角切に横一。

## 生涯
寛文10年（1670年）、赤穂藩浅野家家臣・岡野正治（のち浪人、変名して佐倉新助）の長男として生まれた。母は同家臣の長沢六郎右衛門の娘。姉に酒井三郎右衛門室、弟に佐倉慶也、佐介、亀八。妹に笹川只右衛門（本多忠孝家臣）室、上島弥介（浅野長矩家臣）室がいる。
元禄3年（1690年）頃に浅野家家臣の不破数右衛門の婿養子に入った。養父・数右衛門が死去して不破家の家督を相続し、数右衛門の通称も継いだ。赤穂藩では100石取りの馬廻役・浜辺奉行をつとめた。
しかし、それから間もなく主君・浅野長矩の勘気を受けて藩を追われ浪人した。これは正種が家僕を斬ったのが原因のようで、那波屋記録には「元禄10年8月18日不破数右衛門が家僕を斬って閉門を仰せ付けられ、11月晦日閉門御免」とある（なお、実父の岡野も赤穂藩を追われているため正種と連座したものと思われる）。その後は江戸へ移り住んだが、元禄14年（1701年）3月14日、浅野長矩が江戸城松之大廊下で吉良義央に刃傷に及び、即日切腹、赤穂浅野家は断絶となった。
篭城になるとの噂を耳にした正種は数人の元赤穂藩士の浪人とともに赤穂城へ馳せ参じたとされるが、この浪人は父の佐倉新助で、家老大石良雄に断られて帰されている。赤穂城引渡し後、大石良雄が中心となって旧藩士の間で義盟が結ばれた。良雄が江戸へ下った際に、正種は義盟への参加を懇願。吉田兼亮のとりなしで正種の長矩の墓への墓参がかない、帰参した家臣として義盟への参加を許された。その後、松井仁太夫と変名して他の同志とともに江戸に潜伏した。
元禄15年（1702年）12月15日未明の吉良屋敷への討ち入りでは、裏門隊に属して屋外に配置されたが、こらえがたく持ち場を離れて屋内に突入している。討ち入りでは一党中もっともめざましい働きをしと伝えられる。
武林隆重が吉良義央を斬殺し、一同がその首をあげたあとは、泉岳寺への引き上げに際して、大石良雄に進言して「大目付仙石久尚へ出頭して口上書を差し出すべきである」と主張したともいわれている。
その後、伊予松山藩主松平定直の中屋敷へ預けられた。松平家では義士たちは罪人として厳しい扱いを受け、酒や煙草・暖房具（炭火など）も禁じられた。加えて、公儀の沙汰が下る前に切腹の介錯人まで決められてしまった。
元禄16年（1703年）2月4日、沙汰前の義士たちに清めとして「早天より切腹人に水風呂使わし、みな謦咳の有様にて切腹申付を憂惧して拝す」とある。江戸幕府の命により松平家家臣の荒川十太夫の介錯で切腹。享年34。主君浅野長矩とおなじ高輪泉岳寺に葬られた。戒名は刃観祖剣信士。

## 後史
実父・岡野治太夫正治は佐倉新助と改名し、娘婿の酒井三郎右衛門（数右衛門の義兄）を頼っている。娘（数右衛門の姉）・熊と共に古市で暮らした。弟たち三人も絶縁して岡野から佐倉に改姓している。
数右衛門は妻・お国との間に二児あり、幼い長男・不破大五郎は、連座を免れるために古市村の大膳寺にて出家し、のち永昌寺の僧「大雄」となっている（享保5年（1720年）に還俗して出奔、その後の消息不明）。長女・鶴は照明寺住職へと嫁し、享保15年（1730年）に死亡している。
大五郎の子・亀八郎（不破正種の孫）は尾張藩に仕えたが、安永8年（1779年）、不正があり家屋敷を召し上げ放逐されて、不破家は断絶した。宗玄寺にある不破家の墓は無縁仏になっている。

## 逸話・創作など
- ある日、赤穂城下の刀屋・杉本屋から買った銘刀「貞宗」を試したくて、乞食が沢山いるところに行って試し斬りをした。
- 高取峠の山賊・望月庄次郎を斬殺し、知り合いの筆屋長次郎から盗んだ金子を取り返しているところを家来の小助が、「盗人の上前はね」と嘲笑したのに腹を立て家来も斬り捨てた。
- 仲間が「幽霊が出る」と言うので原因となっている、最近亡くなったというその知人の墓を掘り起こして死体を細切れに斬りまくった[5]。
- 創作では、芝居を観て内容に激怒し役者を殴打したり、討ち入りに加わるため未練になるとして、妻・お國や子・お鶴まで殺してしまう設定もある[6]。
- 義盟に加わる条件として、大石から赤穂城に居る犬を斬ってみせるよう命じられた。
- 討ち入りでは数人の敵を倒し、愛刀「貞宗」はささらのようになっていた。感じ入った仙石の命により、切腹の介錯に同じ貞宗が使われたとする脚色もある[7]。

多くが不破の豪放磊落ぶりを基にした創作で史実ではない。また、ささらのようになった鈍刀では敵にダメージは与えても、深く斬り込めないので致命傷にならない。さらに、不破は討ち入りには槍を使用している（赤穂義士祭などの扮装や赤穂市内の石板絵でも槍を持つ姿が多い）。
- 歌舞伎では数右衛門の惚れた芸者が夫、三五郎の金策のために不破をたぶらかしたと判る。数右衛門はお金を取られた恨みで三五郎はじめ多数の殺人を引き起こす[8]。

## 映画
正種を主人公とし、通称の「不破数右衛門」をタイトルとした日本映画が7作製作・公開されている。いずれも現在、東京国立近代美術館フィルムセンターには所蔵されてはいない。
- 『不破数右衛門』：監督・主演不明、M・パテー商会、1911年
- 『不破数右衛門』：監督不明、主演尾上松之助、横田商会、1912年
- 『不破数右衛門』：監督牧野省三、主演尾上松之助、日活京都撮影所、1913年
- 『不破数右衛門』：監督不明、主演尾上松之助、日活京都撮影所、1920年
- 『不破数右衛門』：監督長尾史録、原作竹井諒、主演団徳麿、東亜キネマ京都撮影所、1928年
- 『不破数右衛門』：監督池田富保、原作・脚本長谷部武臣（池田富保）、主演新妻四郎、日活太秦撮影所、1928年
- 『不破数右衛門』：監督・脚本勝見正義、主演根岸東一郎、マキノ・プロダクション御室撮影所、1928年